# Passeroidea
Passeroidea, natporodica od preko 20 porodica i 1.500 ptičjih vrsta. Dio je reda vrapčarki i podreda pjevica. 

## Razdioba
Porodice koje joj pripadaju su: Cardinalidae, Chloropseidae, Coerebidae, Dicaeidae, Emberizidae, Estrildidae, Fringillidae, Icteridae, Irenidae, Motacillidae, Nectariniidae, Parulidae, Passeridae, Peucedramidae, Ploceidae, Promeropidae, Prunellidae, Thraupidae, Turdidae i Viduidae. Ovdje treba priključiti i rodove: Calyptophilus, Catamblyrhynchus, Chlorophonia, Chlorospingus, Chlorothraupis, Euphonia, Habia, Nesospingus, Phaenicophilus, Piranga, Rhodinocichla i Spindalis /Family Genera Incertae Sedis (12:69)/ i skupinu rodova /Genera Incertae Sedis (2:4)/ Philentoma i Tephrodornis, koje možda čine još dvije porodice unutar Passeroidea.